# Marcus Adam
Marcus Adam (Reino Unido, 28 de febrero de 1968) es un atleta británico retirado especializado en la prueba de 4 x 100 m, en la que ha conseguido ser subcampeón europeo en 1990.

## Carrera deportiva
En el Campeonato Europeo de Atletismo de 1990 ganó la medalla de plata en los relevos 4 x 100 metros, con un tiempo de 37.98 segundos, llegando a meta tras Francia y por delante de Italia (bronce), siendo sus compañeros de equipo: Darren Braithwaite, John Regis y Linford Christie.